# Liste der Bischöfe von Straßburg

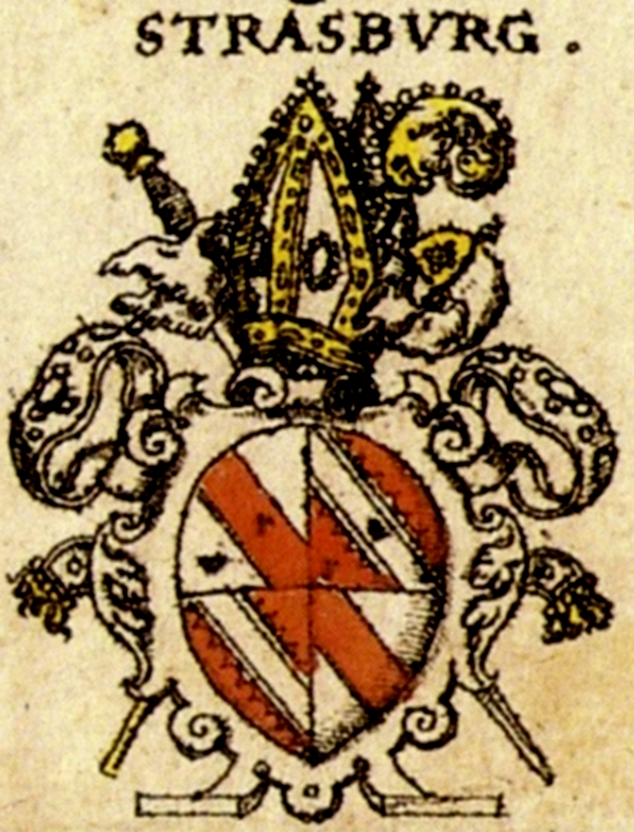
Wappen des Bistums Straßburg nach Siebmachers Wappenbuch von 1605

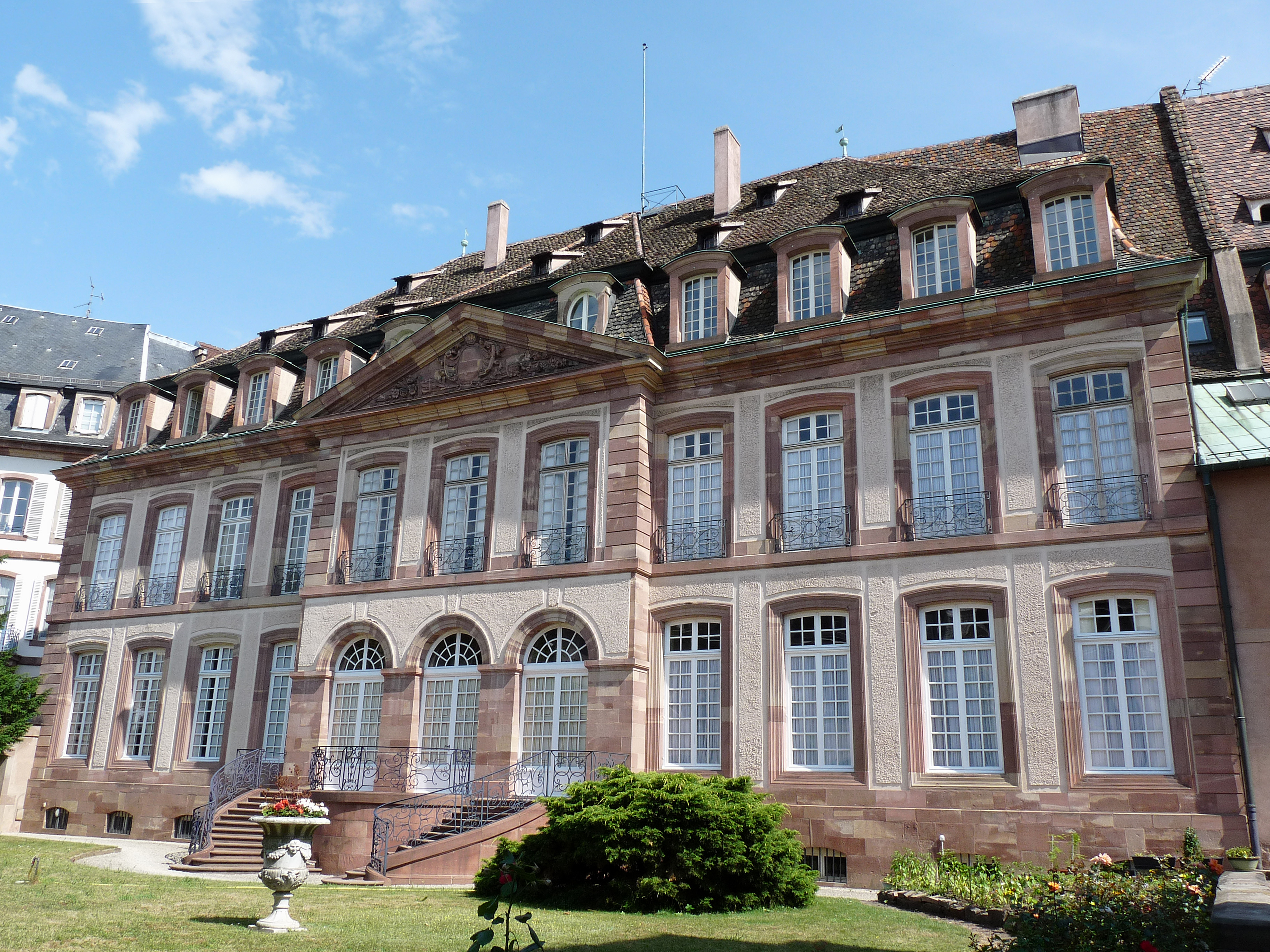
Sitz des Erzbistums an der Rue Brûlée (Denkmalgeschütztes Stadtpalais aus dem 18. Jahrhundert)

Die folgenden Personen waren Bischöfe, Erzbischöfe und Fürstbischöfe des Erzbistums Straßburg:

## Bischöfe

### Bis 1000
- Amandus, 342/343 bezeugt (Heiliger)
- Justinus
- Maximinus
- Valentinus
- Solarius
- Arbogast, um 600 (Heiliger)
- Florentius, um 600 (Heiliger)
- Ansoaldus, um 614
- Biulfus
- Magnus
- Aldo
- Garoinus
- Landbertus
- Rotharius
- Rodobaldus
- Magnebertus
- Lobiolus
- Gundoaldus
- Udo I., um 700
- Widegern, 1. Hälfte 8. Jh.
- Wandalfried, ab um 735?
- Heddo, auch Eddo, ab 734
- Ailidulf, 765?
- Remigius, 765 bis 20. März 783
- Rachio, 783–815
- Udo II., 815
- Erlehard, 815?–822?
- Adalog, 817 bis 822
- Bernald, 822 bis 840
- Udo III., 840
- Rathold, zwischen 832 und 840 bis 874
- Reginhard, 876–888
- Walram, 888–906
- Otbert, 906 bis 30. August 913
- Gozfrid, 13. September bis 6. November 913
- Richwin, 914 bis 30. August 933
- Ruthard, 933 bis 15. April 950
- Udo IV., 950 bis 26. August 965 (Konradiner)
- Erkanbald, 965 bis 12. Juli / 10. Oktober 991
- Wilderod, 991 bis 4. Juli 999
- Alawich II., 999 bis 3. Februar 1001

### 1001 bis 1500
- Werner I. von Habsburg, 1001 bis 28. Oktober 1028
- Wilhelm I., 1028/1029 bis 7. November 1047 (Salier)
- Wizelin (Hezilo), 1048 bis 15. Januar 1065
- Werner II. von Achalm, 1065–1079
- Theobald, 1079–1084
- Otto von Hohenstaufen, 1082 erhoben, 1084 investiert und geweiht, starb am 3. August 1100
- Balduin, 1100
- Kuno von Michelbach, 1100–1123
- Bruno von Haigerloch-Wiesneck, 1123–1126
- Eberhard von Fürstenberg, 1126–1127
- Bruno von Haigerloch-Wiesneck, 1129 bis 22. März 1131
- Gebhard von Urach, 1131–1141
- Burchard von Michelbach, 1141 bis 10. Juli 1162
- Rudolf von Rothweil, 1162–1179
- Konrad I. von Geroldseck am Wasischen, 1179 bis 21. Dezember 1180
- Heinrich I. von Hasenburg, 1181 bis 25. März 1190
- Konrad II. von Hüneburg, 1190 bis 3. November 1202
- Heinrich II. von Veringen, 1202 bis 9. März 1223
- Berthold I. von Teck, 1223 bis 9. Oktober 1244
- Heinrich III. von Stahleck, 1245 bis 4. März 1260
- Walter von Geroldseck, 27. März 1260 bis 12. Februar 1263
- Heinrich IV. von Geroldseck, 1263–1273
- Konrad III. von Lichtenberg, 1273 bis 1. August 1299
- Friedrich I. von Lichtenberg, 1299 bis 20. Dezember 1305
- Johann I. von Straßburg, 1306 bis 6. November 1328
- Berthold II. von Buchegg, 1328 bis 25. November 1353
- Johann II. von Lichtenberg, 1353 bis 14. September 1365
- Johann III. von Luxemburg-Ligny, 1366 bis 4. April 1371
- Lamprecht von Brunn, 1371 bis 20. April 1374
- Friedrich II. von Blankenheim, 1375–1393
- Ludwig von Thierstein, 1393
- Burkhard II. von Lützelstein, 1393–1394
- Wilhelm II. von Diest, 1394 bis 6. Oktober 1439
- Konrad IV. von Busnang, 1439 bis 11. November 1440, † 1471
- Ruprecht von Pfalz-Simmern, 1440 bis 18. Oktober 1478
- Albrecht von Pfalz-Mosbach, 1478 bis 20. August 1506

### 1506 bis 2000
- Wilhelm III. von Hohnstein, 1506 bis 29. Juni 1541
- Erasmus Schenk von Limpurg, 1541 bis 27. November 1568
- Johann IV. von Manderscheid-Blankenheim, 1569–1592
- Johann Georg von Brandenburg, 1592–1604, Administrator † 1624
- Karl von Lothringen, 1604 bis 24. November 1607
- Leopold von Österreich, 1607–1626
- Leopold Wilhelm von Österreich, 1626 bis 20. November 1662
- Franz Egon von Fürstenberg, 1663 bis 1. April 1682
- Wilhelm Egon von Fürstenberg-Heiligenberg, 1682 bis 10. April 1704
- Armand I. Gaston Maximilien de Rohan-Soubise, 1704 bis 19. Juli 1749
- Armand II. François Auguste de Rohan-Soubise, 1749 bis 28. Juni 1756
- Louis César Constantin de Rohan-Guéméné, 1756 bis 11. März 1779
- Louis René Édouard de Rohan-Guéméné, 1779 bis 16. Februar 1803
- Jean Pierre Saurine, 1803–1813
- Sedisvakanz 1813–1820
- Gustav Maximilian von Croÿ, 23. August 1820 bis 17. November 1823, † 1844
- Claudius Maria Paul Tharin, 1823–1826, † 1843
- Johann Franz Lepape von Trevern, 1826 bis 27. August 1842
- Andreas Räß, 1842 bis 17. November 1887
- Peter Paul Stumpf, 1887 bis 10. August 1890
- Adolf Fritzen, 1. Juni 1891 bis Juli 1919
- Charles Joseph Eugène Ruch, 1. August 1919 bis 29. August 1945
- Jean-Julien Weber PSS, 1945 bis 1. Januar 1967, † 1981
- Léon Arthur Elchinger, 1967 bis 16. Juli 1984, † 1998

## Erzbischöfe
- 1984–1997 Charles Amarin Brand, seit 1988 erster Erzbischof, † 2013
- 1997–2007 Joseph Doré PSS
- 2007–2017 Jean-Pierre Grallet OFM
- 2017–2023 Luc Ravel CRSV
- seit 2024 Pascal Delannoy